# Kanton Klötze
Der Kanton Klötze (auch Kanton Clötze, Canton Clötze, selten auch Canton Klötze oder Kanton Ristedt) war eine Verwaltungseinheit im Königreich Westphalen. Der Kanton wurde im Dezember 1807 eingerichtet, aber bereits im November 1808 wurde das Amt Klötze des Fürstentums Lüneburg (oder Kurfürstentums Hannover) wieder ausgegliedert und die verbliebenen Dorfschaften mit dem gleichfalls versehentlich zu weit nach Westen erweiterten Kanton Brome zu einem Kanton Jübar zusammengelegt. Nach der Übernahme des noch von Frankreich besetzten größten Teils des Kurfürstentums Braunschweig-Lüneburg durch Jérome Napoleon gemäß dem Pariser Vertrag vom 14. Januar 1810 wurde aufgrund Dekrets vom 19. Juli 1810 das Amt Klötze mit dem Kanton Jübar vereinigt. Dabei blieb es bis zum Ende des Königreichs Westphalen im Herbst 1813. 

## Geschichte
Mit dem Frieden von Tilsit verlor Preußen neben anderen Landesteilen auch die Altmark und das Herzogtum Magdeburg. Am 18. August 1807 wurde die Altmark Teil des neu geschaffenen Königreichs Westphalen. Noch Ende 1807 wurde eine Verwaltungsreform in den Gebieten des neuen Königreichs angeordnet. Die Altmark bildete zusammen mit dem Herzogtum Magdeburg (links der Elbe), dem Amt Calvörde des Fürstentum Braunschweig-Wolfenbüttel sowie einigen sächsischen Gebieten das neugeschaffene Departement der Elbe, das sich in vier Distrikte (Magdeburg, Neuhaldensleben, Stendal und Salzwedel) gliederte. Nach dem Verzeichniß der Departements, Districte, Cantons und Communen des Königreichs vom Dezember 1807 untergliederte sich der Distrikt Salzwedel in 15 Kantone (cantons), darunter der Kanton Klötze. Zum Kanton Klötze gehörten 1807 danach neun Gemeinden (von den heutigen Ortsnamen abweichende Originalschreibweisen sind kursiv):
- Klötze (Clötze), Flecken, Kantonshauptort, mit Döllnitz
- Ristedt (Riestedt), Dorf, mit Peertz (Peeritz/Reeritz)
- Tangeln, Dorf, mit Darnebeck
- Bandau (Bandow), Dorf, mit Lelchau/Lelichow (auf der Karte: Lerchau)[5]
- Jeeben, Dorf,  mit Poppau
- Lockstedt (Lockstädt), Dorf, mit Siedentramm
- Neuendorf, Dorf, mit  Brüchau
- Hohenhenningen (Henningen), Dorf, mit Nesenitz (Neseritz)
- Immekath, Dorf, mit Hoppenmühle

Die Wahl von Klötze als Kantonshauptort bzw. die Inkorporierung des Amtes Klötze war insofern ein „Irrtum“, da das Amt Klötze zum Kurfürstentum Hannover gehörte, über dessen Gebiete das Königreich Westphalen zu diesem Zeitpunkt noch nicht verfügen konnte. Nach dem Historischen Ortslexikon wurde das Amt Klötze im November 1808 wieder hergestellt. Nach der formellen Übergabe der Reste des Welfenstaates Hannover an das Königreich Westphalen aufgrund des Pariser Vertrags vom 14. Januar 1810 fiel im März 1810 das Amt Klötze wieder an das Königreich Westphalen und wurde durch Dekret vom 19. Juli 1810 dem Kanton Jübar zugeschlagen, der schon Ende 1808 die altmärkischen Orte des Kantons Klotze übernommen hatte.
Die meisten Orte des Kanton Klötze gehörten bis 1807 zum Salzwedelischen Kreis der Altmark, und das Amt Klötze (Klötze und Döllnitz) zum Kurfürstentum Hannover. Im sechsten Band (Holland und Westphalen) der Neueste(n) Länder-und Völkerkunde: Ein geographisches Lesebuch für alle Stände von 1808 wird der Kanton Klötze als Kanton Ristedt (vormals Clötze) bezeichnet. Dieser Kanton Ristedt hatte sieben Gemeinden. Als Kantonshauptort ist dort Ristedt angegeben, das 136 Einwohner (!) hatte. Nach diesem Werk hatte der Kanton Ristedt (vormals Clötze) 1.640 Einwohner.
Nach der Völkerschlacht bei Leipzig im Oktober 1813 löste sich das Königreich Westphalen auf,  Von 1813 bis 1816 wurde das Amt Klötze wieder etabliert. In einem Gebietsaustausch zwischen den Königreichen Hannover und Preußen kam das Amt Klötze zum 1. Januar 1816 an Preußen. In der preußischen Verwaltungsreform von 1816 wurde Gardelegen Sitz des neu geschaffenen Kreises Gardelegen. Klötze, Lockstedt b. Klötze und Brüchau kamen zum Landkreis Gardelegen, Bandau, Hohenhenningen, Immekath Jeeben, Ristedt und Tangeln zum Landkreis Salzwedel.